# Johan Nygaardsvold
Johan Nygaardsvold (Hommelvik, 6 settembre 1879 – Trondheim, 13 marzo 1952) è stato un politico norvegese, esponente del Partito Laburista Norvegese fu primo ministro dal 1935 al 1945 sebbene dal 1940 al 1945 egli fu a capo di un governo in esilio poiché in Norvegia il potere effettivo era esercitato da Vidkun Quisling, leader di un governo fantoccio instaurato dalle forze d'occupazione della Germania nazista.

## Biografia
Emigrato in Canada nel 1902, dove cambiò il suo nome in John Westby, lavorò anche negli Stati Uniti prima di ritornare in patria nel 1907.
Nel 1910 aderì al Partito Laburista Norvegese e nel 1916 venne eletto parlamentare per la prima volta, carica che ricoprì ininterrottamente fino al 1949. Dal 1920 al 1922 fu anche sindaco di Malvik.
Nel 1928 venne nominato ministro dell'Agricoltura del breve governo di Christopher Hornsrud e dall'11 gennaio 1934 al 20 marzo 1935 fu presidente dello Storting (parlamento). Nel 1935 Nygaardsvold venne incaricato di formare un gabinetto e fu a capo del governo fino all'invasione del Terzo Reich il 9 aprile 1940, quando fu costretto a fuggire a Londra. 

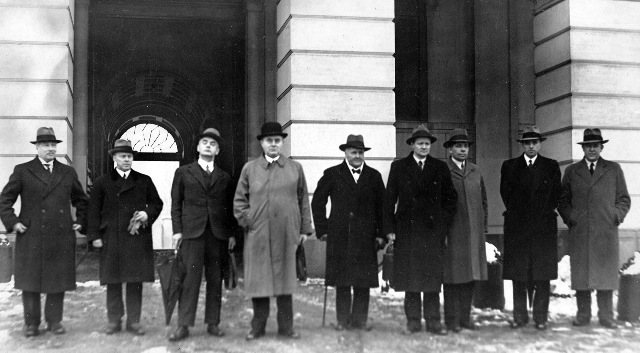
Il governo Johan Nygaardsvold

Nel 1942 annunciò che si sarebbe dimesso al termine della guerra ed infatti, il 25 giugno 1945, poche settimane dopo esser tornato in Norvegia si dimise. Il re Haakon VII nominò Einar Gerhardsen primo ministro. Nel 1949 si ritirò dalla politica.